# Jugoslávská liga ledního hokeje 1969/1970
Sezóna 1969/1970 byla 28. sezónou Jugoslávské ligy ledního hokeje. Vítězem se stal tým HK Jesenice.

## Konečná tabulka
1. HK Jesenice
2. HK Olimpija Ljubljana
3. KHL Medveščak
4. HK Kranjska Gora
5. HK Partizan
6. HK Slavija Vevče